# Rise (série télévisée)
Pour les articles homonymes, voir Rise.
Rise est une série télévisée américaine en dix épisodes de 42 minutes créée Jason Katims et Jeffrey Seller, diffusée entre le 13 mars et le 15 mai 2018 sur le réseau NBC et en simultané ou en différé sur le réseau Global au Canada.
Cette série est inédite dans tous les pays francophones.

## Synopsis
Lou, professeur d'anglais à l'école secondaire de Stranton, reprend le département de théâtre avec la production de la comédie musicale L'Éveil du printemps (Spring Awakening).

## Distribution

### Acteurs principaux
- Josh Radnor : Lou « Mr Mazzu » Mazzuchelli
- Rosie Perez : Tracey Wolfe
- Auli'i Cravalho : Lilette Suarez
- Damon J. Gillespie : Robbie Thorne
- Shirley Rumierk (en) : Vanessa Suarez, mère de Lilette
- Joe Tippett (en) : Coach Sam Strickland
- Ted Sutherland : Simon Saunders
- Rarmian Newton : Maashous Evers
- Amy Forsyth : Gwen Strickland, fille de Coach Sam
- Marley Shelton : Gail Mazzuchelli, la femme de Lou
- Casey Johnson : Gordy Mazzuchelli, le fils de Lou
- Taylor Richardson : Kaitlin Mazzuchelli, la fille de Lou
- Sean Grandillo (en) : Jeremy Travers

### Acteurs secondaires
- Shannon Purser : Annabelle Bowman
- Stephanie J. Block (en) : Patricia Saunders, mère de Simon
- Mark Tallman : Detrell Thorne, père de Robbie
- Diallo Riddle (en) : Andy Kranepool

## Production
Le projet a débuté en janvier 2017 sous le titre Drama High.
Le casting a débuté à la fin février 2017 dans cet ordre : Auli'i Cravalho, Amy Forsyth, Rosie Perez et Rarmian Newton, Shannon Purser, Josh Radnor et Damon Gillespie, Shirley Rumierk, Joe Tippett, Ted Sutherland et Taylor Richardson, Marley Shelton et Casey Johnson.
Satisfaite du pilote, NBC commande la série sous son titre actuel le 4 mai suivant et annonce lors des Upfronts une dizaine de jours plus tard, qu'elle sera diffusée à la mi-saison.
À la fin août, Stephanie J. Block et Mark Tallman décrochent des rôles récurrents, ainsi que Diallo Riddle en octobre.
Le 11 mai 2018, la série est annulée.

### Fiche technique
- Titre original : Rise
- Basé sur : Drama High (en) par Michael Sokolove
- Création : Jason Katims, Jeffrey Seller
- Société(s) de production : True Jack Productions, Seller Suarez Productions, Universal Television
- Société(s) de distribution : NBCUniversal Television Distribution
- Pays d'origine :  États-Unis
- Langue : Anglais
- Genre : Drame
- Durée : 42 minutes

## Épisodes
1. Pilot
2. Most of All to Dream
3. What Flowers May Bloom
4. Victory Party
5. We've Got All Our Junk
6. Bring Me Stanton
7. This Will God Willing Get Better
8. The Petition
9. Totally Hosed
10. Opening Night